# Nathalie Hagman
Nathalie Mari Hagman (nascida em 19 de julho de 1991) é uma jogadora sueca de handebol que integrou a seleção sueca nos Jogos Olímpicos de Verão de 2016 no Rio de Janeiro, obtendo a sétima posição. Joga na ponta direita e defende o clube Nykøbing Falster desde 2016. Foi medalha de prata no Campeonato Europeu de Handebol Feminino de 2010 e bronze em 2014.

## Conquistas
- Trofeul Carpati:
  - Campeã: 2015